# Válečka
Válečka (Brachypodium) je rod trav, tedy z čeledi lipnicovitých (Poaceae). Jedná se o jednoleté nebo vytrvalé byliny. Jsou výběžkaté nebo trsnaté. Stébla dorůstají výšek 2–200 cm. Listy jsou ploché nebo vzácněji i svinuté, dosahují šířky 3–12 mm, na vnější straně listu se při bázi nachází jazýček. Květy jsou v kláscích, které tvoří jednoduchý hrozen, vzácně latu. Klásky jsou zboku smáčklé, vícekvěté (8-22 květů). Na bázi klásku jsou 2 plevy, které jsou nestejné nebo téměř stejné, bez osin nebo osinaté. Pluchy jsou osinaté. Plušky jsou dvoukýlné, bez osin. Plodem je obilka, která je okoralá. Celkově je známo asi 16 druhů, které najdeme od mírného pásu sev. polokoule až po hory v tropech. Místy roste i adventivně.

## Druhy rostoucí v Česku
V České republice můžeme ve volné přírodě potkat maximálně 3 druhy z rodu válečka, z toho běžně jen 2. Válečka lesní (Brachypodium sylvaticum) roste hojně v mezofilních až vlhkých lesích (nikoliv však trvale podmáčených). Její květenství je zpravidla převislé. Vzpřímené květenství má válečka prapořitá (Brachypodium pinnatum). Je to druh suchých trávníků, ve kterých se silně šíří, jestliže nejsou obhospodařovány. Dále ji můžeme vidět v suchých světlých lesích, zvláště v některých typech teplomilných doubrav. Válečka skalní (Brachypodium rupestre) je druh rozšířený spíše v JV Evropě, ale v poslední době byl pravděpodobně nalezen i na JV Moravě.